# Rustida
La rustida ([ruˈstiːda]) è un piatto a base di pesce grigliato, generalmente pesce azzurro (sarde, saraghina, sardoni, sgombri) o anche altre varietà, quali sogliole, rombi, orate, code di rospo, triglie, canocchie, gamberi, scampi, calamari  ed è tipico della riviera romagnola. 

## Preparazione
Prima di essere posto sulla griglia, il pesce fresco viene ricoperto con una sottile panatura a base di pangrattato, prezzemolo, aglio e olio d'oliva, che gli conferisce una consistenza finale croccante e che ha anche lo scopo di evitare di esporlo al calore eccessivo durante la cottura e di impedire il gocciolamento dell'olio sulle braci.
È solitamente accompagnata da piadina, contorno di radicchi e vino Sangiovese di Romagna. Oltre ad essere un piatto tipico della gastronomia romagnola, rappresenta anche un momento conviviale: durante i mesi estivi le rustide di pesce sono frequentemente organizzate presso i borghi marinari e gli stabilimenti balneari della riviera .